# نيبو (أنغلزي)
نيبو (بالإنجليزية: Nebo, Llaneilian)‏ هي منطقة سكنية تقع في ويلز في أنغلزي.